# Dendrobium peculiare
Dendrobium peculiare är en orkidéart som beskrevs av Johannes Jacobus Smith. Dendrobium peculiare ingår i släktet Dendrobium, och familjen orkidéer. Inga underarter finns listade i Catalogue of Life.